# Drac Jussà d’Horta
El Drac Jussà d'Horta és una bèstia festiva i popular vinculada al barri d'Horta i el Carmel, Barcelona. És una bèstia de foc infantil portada pels membres més joves de la colla Drac d'Horta-el Carmel. Representa un drac tradicional de colors vius i faccions infantils, i es va construir agafant el model d'en Capallà, el drac del barri.
En Jussà d'Horta va néixer el 1998 per iniciativa de la colla de diables, que volia una bèstia foguera que poguessin treure els més joves a les cercaviles i espectacles pirotècnics.
El drac petit, juntament amb els diables i les altres peces d'imatgeria festiva de la colla, té una funció important en el calendari festiu del barri: participa en els actes de cultura popular de més anomenada que es fan durant les festes majors del Carmel i d'Horta i surt cada any a les festes barcelonines més importants –per Festa Major de Barcelona i per Santa Eulàlia–, a més de les trobades de colles infantils i correfocs de la ciutat on és convidat.